# Ga Yongmasan
Ga Yongmasan là ga tàu điện ngầm trên Tàu điện ngầm Seoul tuyến 7 ở Myeonmok 4-dong, Jungnang-gu, Seoul.

## Lịch sử
- 11 tháng 10 năm 1996: Bắt đầu khai thác Tuyến tàu điện ngầm Seoul số 7.
- 23 tháng 1 năm 2016:  Với việc mở thang cuốn ở lối ra số 3, ga Jubak trở thành ga hoạt động về đêm.

## Bố trí ga
| Sagajeong ↑ |
| \| N/B      |
| ↓ Junggok   |

| Hướng Bắc | ● Tuyến 7 | ← Hướng đi Sangbong · Nowon · Dobongsan · Jangam                  |
| Hướng Nam | ● Tuyến 7 | → Hướng đi Gunja · Đại học Konkuk · Xe buýt tốc hành · Seongnam → |

## Xung quanh nhà ga
| Lối ra \| 나가는 곳 \| Exit \| 出口 | Lối ra \| 나가는 곳 \| Exit \| 出口 |
| ----------------------------------- | --- |
| 1                                   | Trung tâm cộng đồng Myeonmok 4·7-dong Trường trung học cơ sở Yongma Trường tiểu học Junggok·Trường tiểu học Myeonnam Myeonmokseongwon Santeville·Keangnam Honorsville Myeonmok Samik APT·Dowon APT Trung tâm văn hóa Jungnang, Trung tâm cộng đồng Jungnang Trung tâm nâng cao sức khỏe tâm thần Jungnang-gu |
| 2                                   | Chung cư phát triển đô thị Myeonmok Công viên thác Yongma Myeonmok 4-dong Trung tâm phúc lợi cộng đồng Myeonmok Hyundai APT·Yongmasan Haneulchae APT Yongmasan Geumho Oullim APT |
| 3                                   | Hướng đi Junggok-dong Trung tâm Thanh thiếu niên Jungnang |

## Hình ảnh

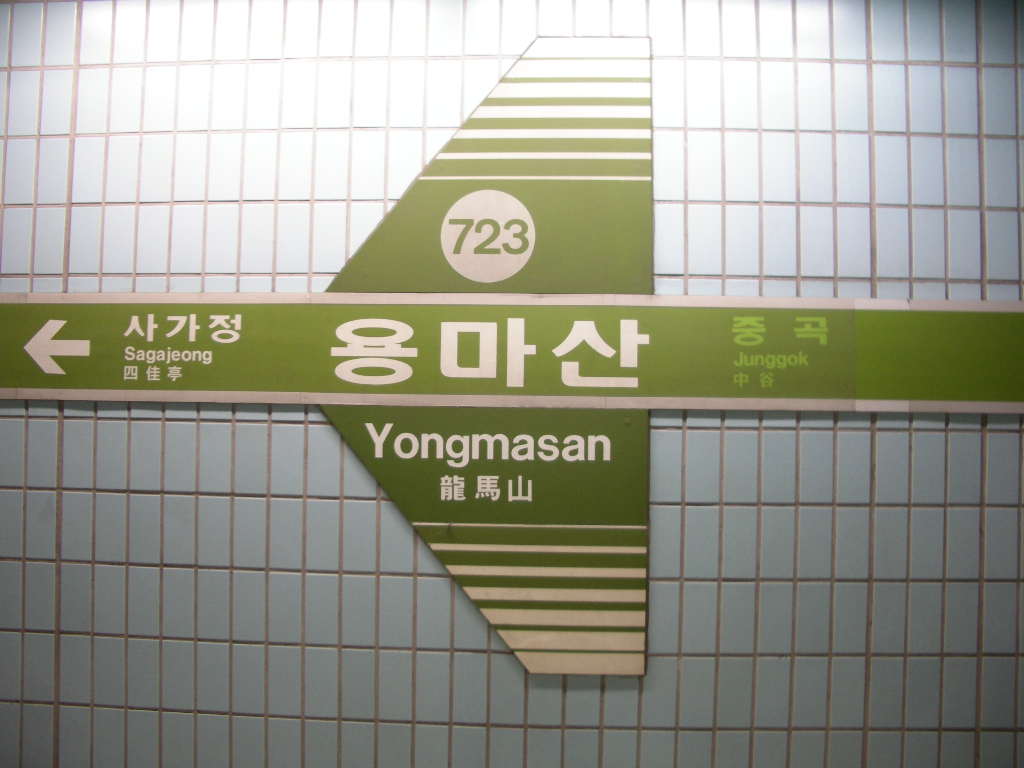
Bảng tên ga
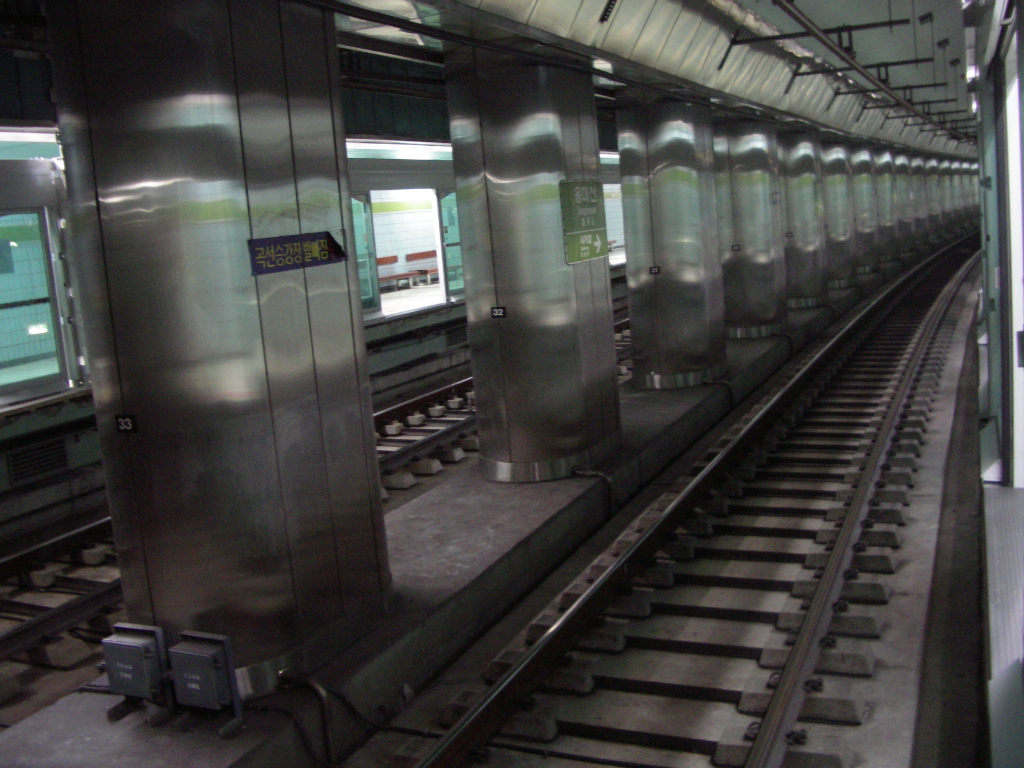
Sân ga. Đây là phần đường bên trong không nhìn thấy được do có cửa chắn.
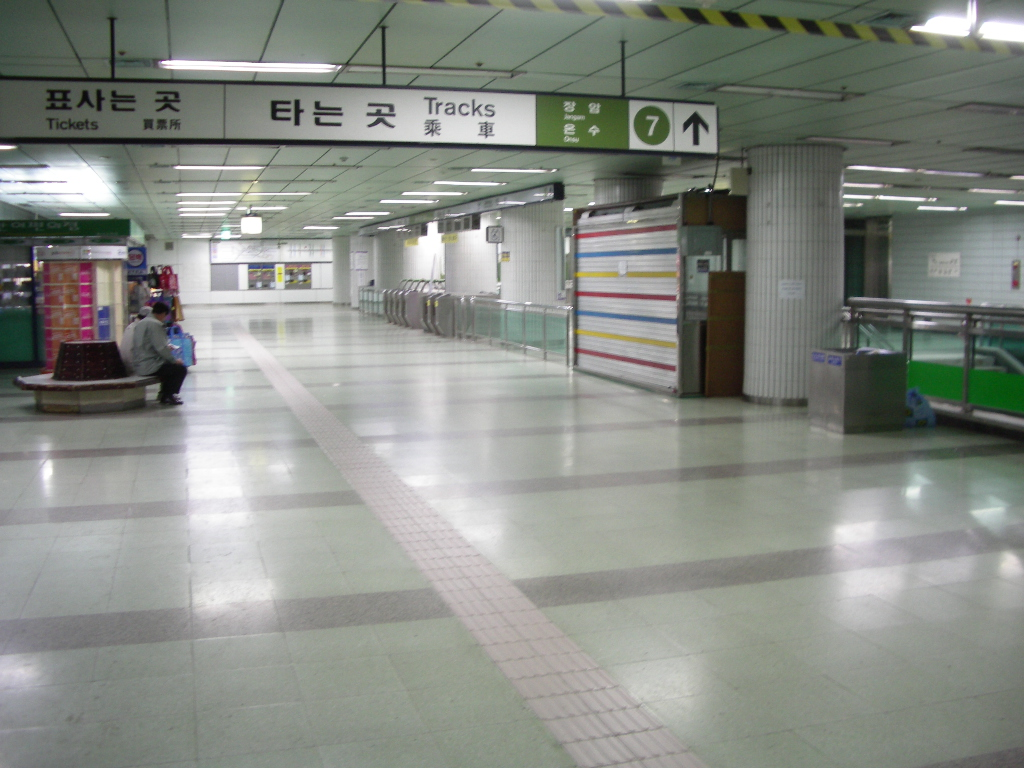
Phòng chờ ở tầng hầm đầu tiên . 1.
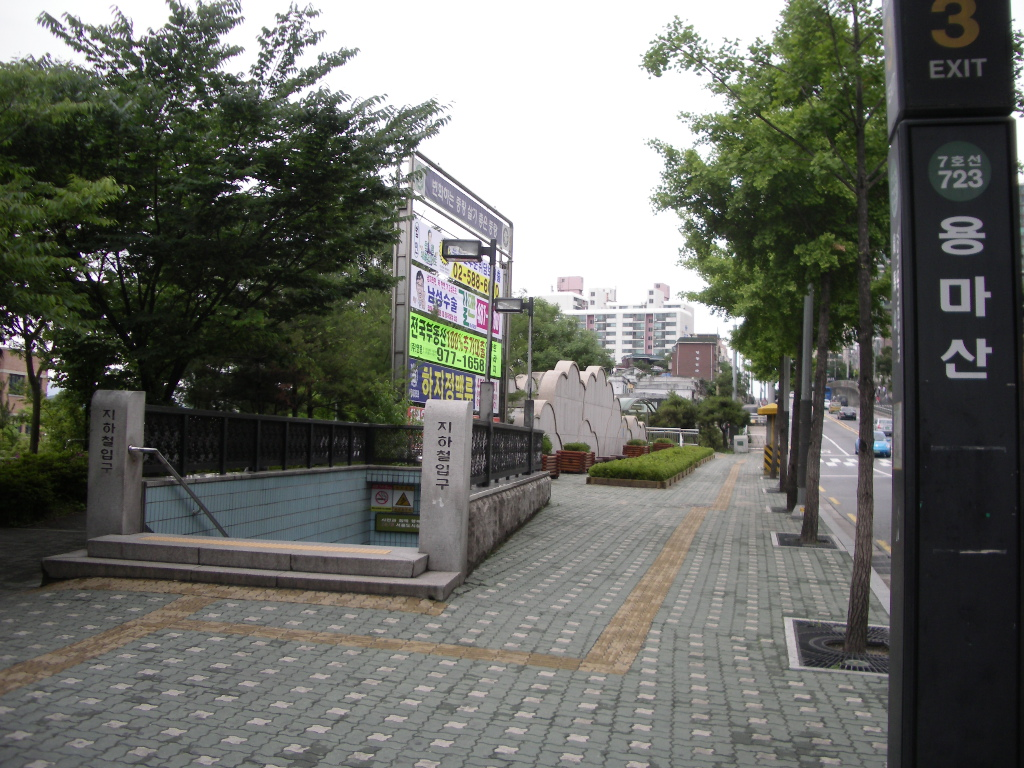
Lối vào 3 (tháng 6 năm 2008)
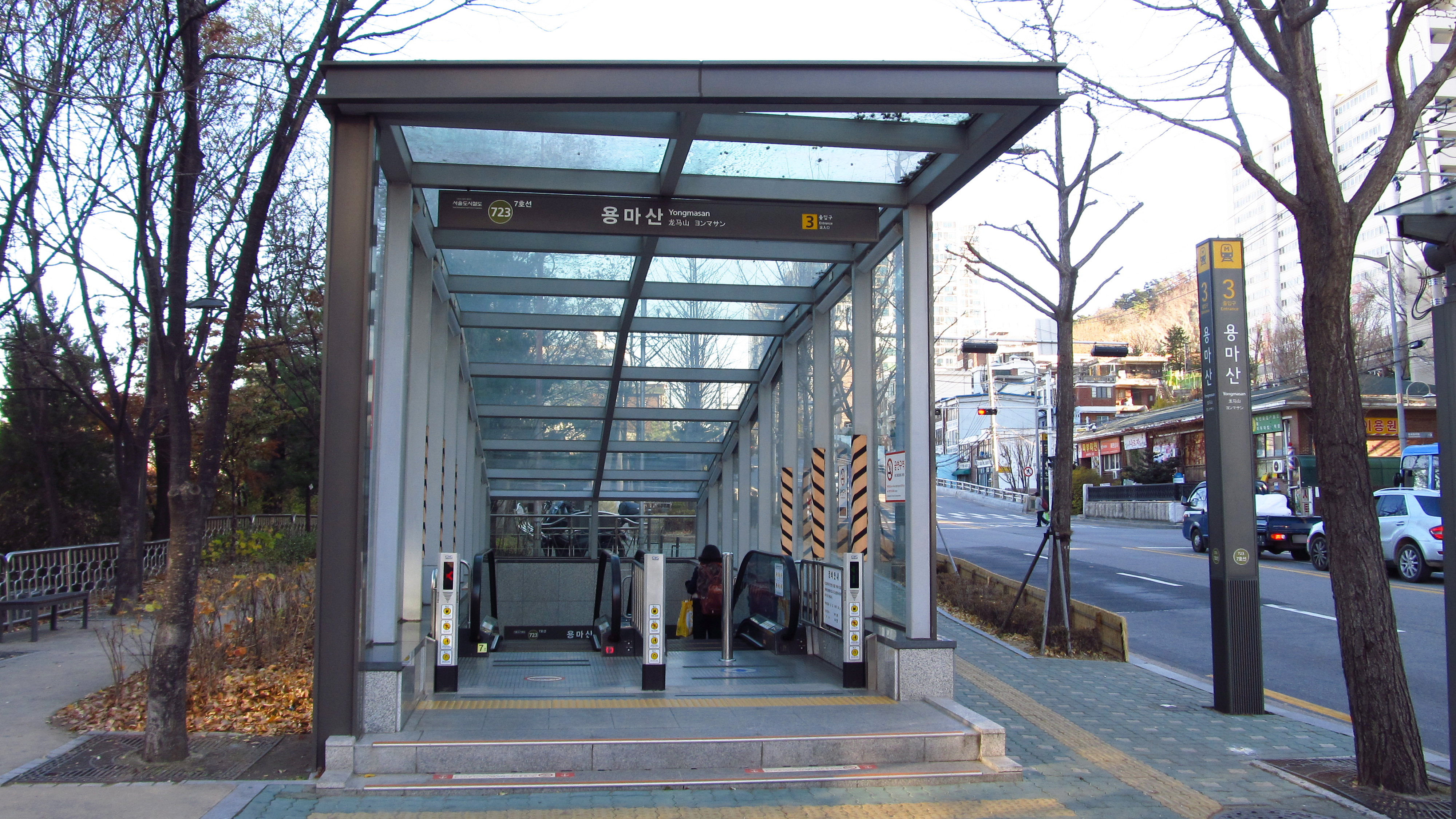
Lối vào 3 (tháng 6 năm 2008)
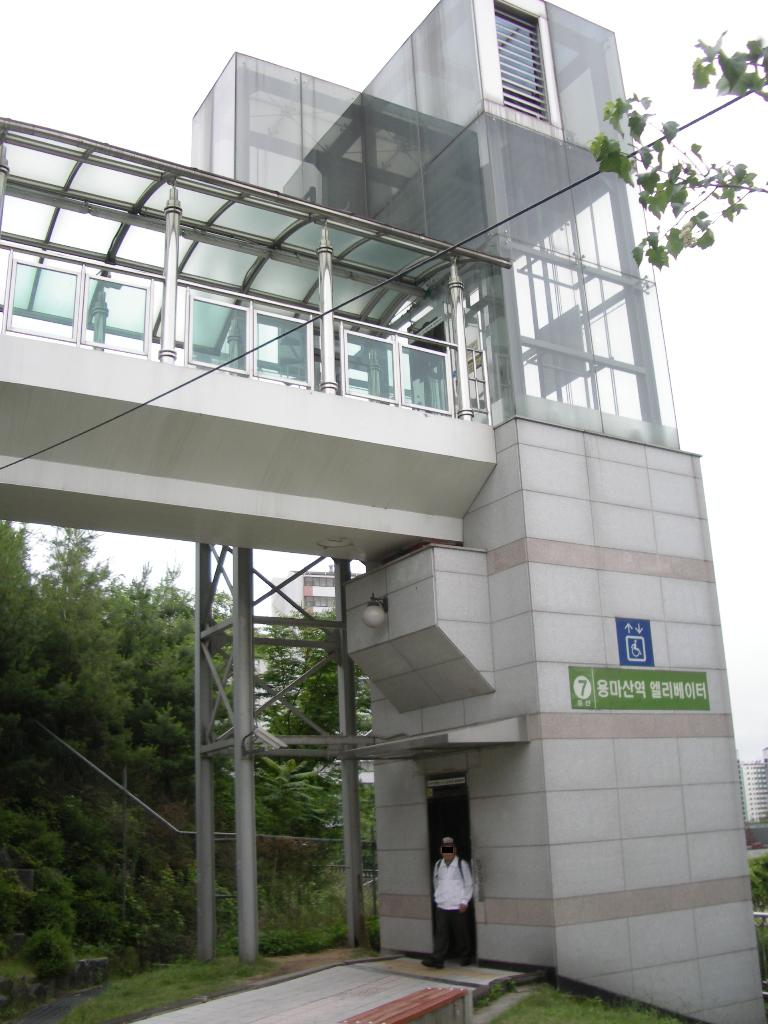
Thang máy. Có sự khác biệt về độ cao nên có thể đi xe từ cả lối ra 1 phía dưới và lối ra 3 phía trên.
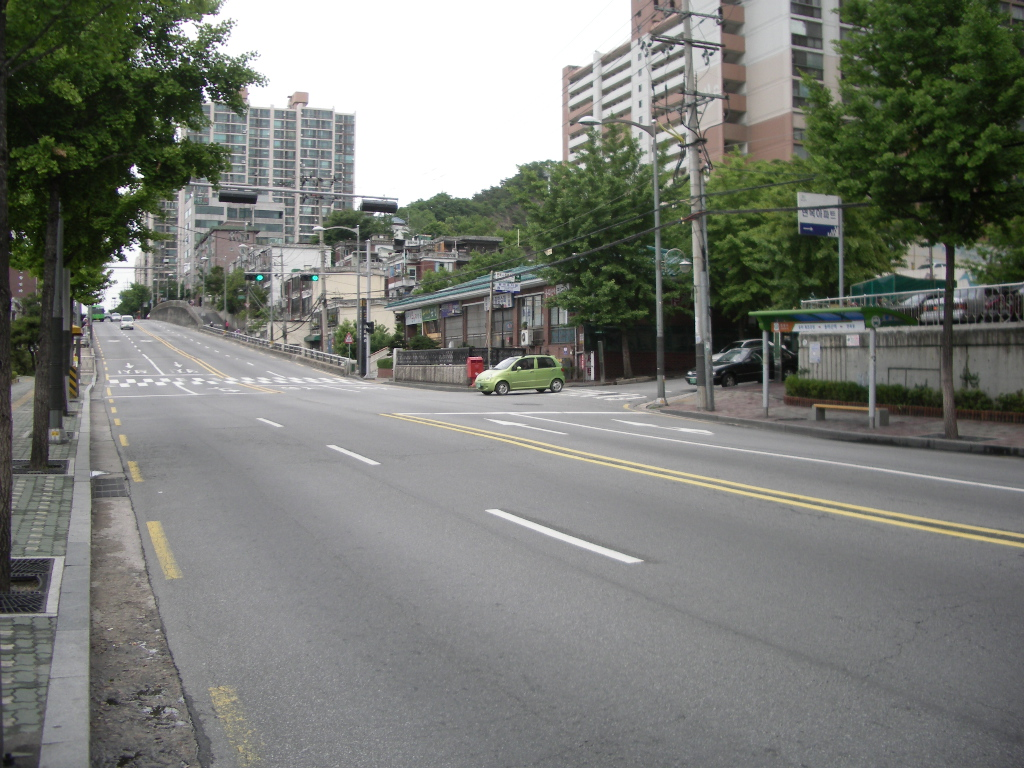
Xung quanh ga Yongmasan. Các khu chung cư, dân cư nằm dưới chân núi.
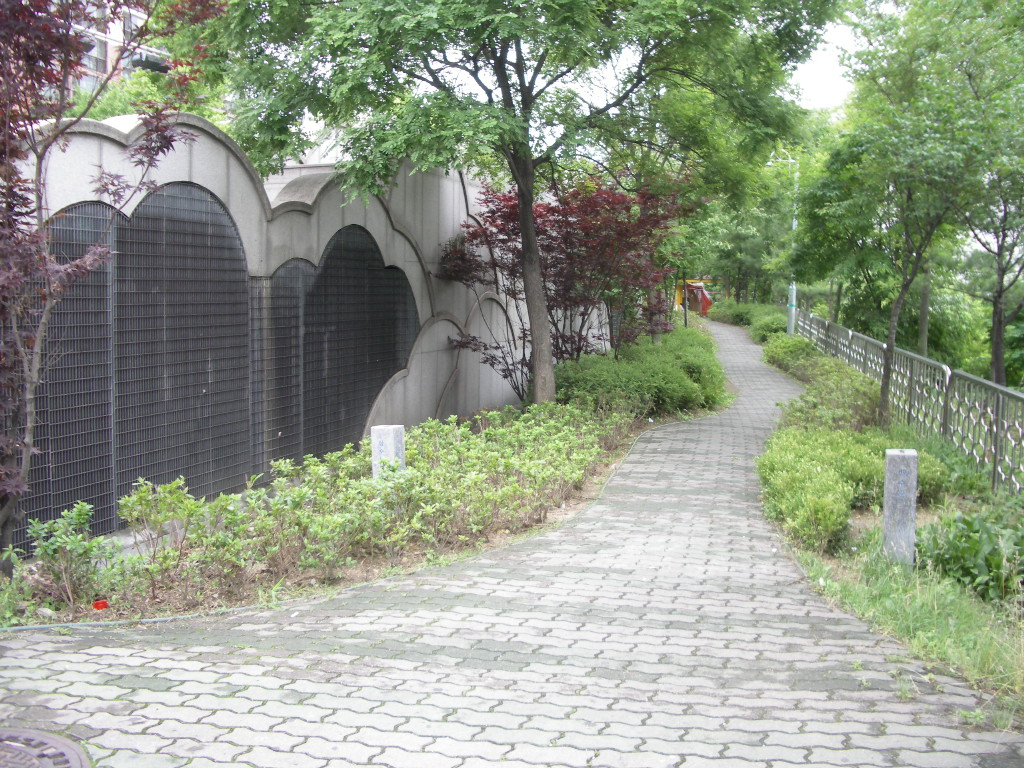
Khu vực hông hơi. Xung quanh là một công viên nhỏ có dạng sân làng.